# Assemblea Parlamentària Euronest
L'Assemblea Parlamentària Euronest és un fòrum interparlamentari on participen diputats del Parlament Europeu i dels parlaments nacionals d'Ucraïna, Moldàvia, Belarús, Armènia, Azerbaidjan i Geòrgia. Es va establir com un component de l'Associació Oriental. Després de les eleccions presidencials belarusses de 2010, denunciades per l'OSCE, es va suspendre automàticament la pertinença de Belarús a Euronest.